# Oficina salitrera Rica Aventura

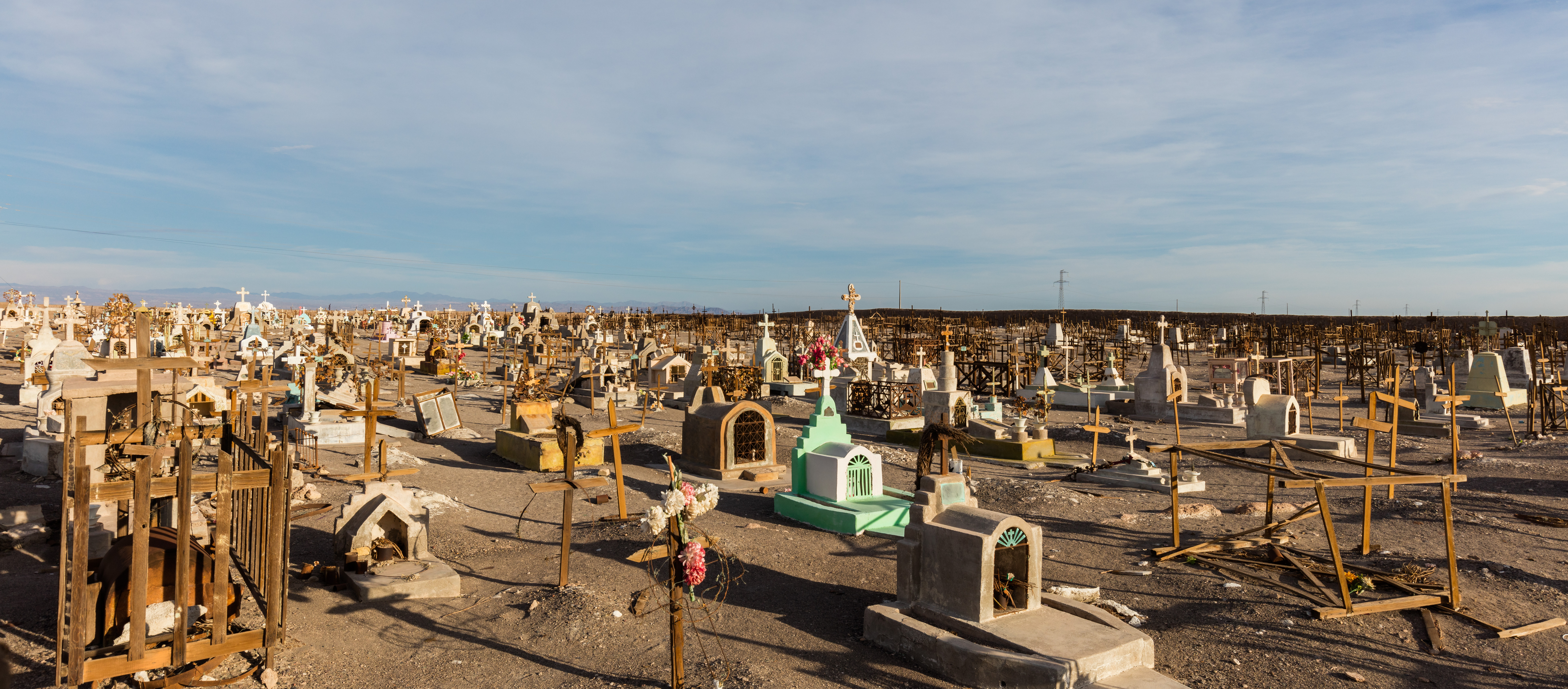
Cementerio de la salitrera Ricaventura

Ricaventura fue una importante oficina salitrera ubicada en la región de Antofagasta, en Chile, cerca del km 220 del Cantón Toco, a 10 kilómetros al norte de la estación Toco, hoy se llega a ella por la ruta CH-5, junto a otras oficinas como Prosperidad, Empresa, Grutas y Buena Esperanza.

## Historia
Pertenecía al grupo de "oficinas Alemanas", propiedad del inglés Henry B. Sloman, con casa matriz en Hamburgo, Alemania. Funcionó desde 1903 a 1956 con el sistema Shanks. El tranque Sloman, situado a 16 kilómetros al norte de la oficina la abastecía de energía eléctrica, a su vez el río Loa proveía de agua a las oficinas de la compañía, a través de una red de cañerías de 6 pulgadas, que tenían una extensión de 35 kilómetros.
En 1926 Ricventura pasó a manos de la Compañía Salitrera de Tocopilla donde se ocupaban un promedio de 750 trabajadores, que con sus familias hacían una población de 1.800 a 1.900 habitantes.
La oficina contaba con dos escuelas, una de hombres y otra de mujeres, que estaban instaladas en locales construidos especialmente para ello, contando con las comodidades mínimas exigibles. Cada escuela se encontraba independiente de la otra, con las salas espaciosas, cómodas y relativamente elegantes, con patios de gran superficie. Había también escuela nocturna para hombres.
Contaba con una magnífica iglesia, equipada con armonio de primer orden e imágenes de santos encargados directamente a Europa. Una vez al mes subía el sacerdote de Tocopilla u otros curas, para efectuar las ceremonias de bautismo, matrimonio y otras formalidades del culto.
También contaba con un hospital con 50 camas y con la clásica plaza de recreación donde se situaba el quiosco donde tocaba la banda.
Actualmente se le puede visitar, aunque su estado no se compara con el de otras oficinas, solo quedan unas pocas paredes de casas, y se puede ver el cementerio al otro lado de la carretera y las antiguas cañerías de agua.